# Aspidoscelis deppei
Aspidoscelis deppei е вид влечуго от семейство Teiidae. Видът не е застрашен от изчезване.

## Разпространение
Разпространен е в Гватемала, Коста Рика, Мексико, Никарагуа, Салвадор и Хондурас.